# Groene Partij (Roemenië)
De Groene Partij (Roemeens: Partidul Verde - PV) ook wel bekend als De Groenen (Roemeens: Verzii) is een Roemeens politieke partij met tot 2012 twee zetels in het nationale parlement. De partij is het enige Roemeense lid van de Europese Groene Partij; zij heeft momenteel geen zetels in het Europees Parlement.
De partij is opgericht in november 2005 door George Ionicescu. Hij deed mee in de presidentiële verkiezingen van 2009, waarbij hij in de tweede ronde de kandidatuur van Remus Cernea steunde. In 2009 overleed Ionicescu echter en werd Silviu Popa aangesteld als partijleider. In 2011 ging de Groene Partij een alliantie aan met de Roemeense Ecologische Partij (PER). In 2012 trad Silviu Popa af en werd zijn plaats ingenomen door Ovidiu Jannes. Bij de lokale verkiezingen van 2012 kreeg men 0,87% van de stemmen en verkreeg men twee burgemeestersposten.
Voor de parlementaire verkiezingen van 2012 tekende de Groene Partij samen met de Groene Beweging-Democratische Agrariërs (MV-DA) een alliantie met de regeringscoalitie van de USL (PSD + PC + PNL). Zij wonnen twee zetels (Ovidiu Jannes en Remus Cernea). In 2013 trad de Groene Beweging-Democratische Agrariërs (MV-DA) toe tot de Groene Partij. Diens partijleider Remus Cernea werd hierbij tot voorzitter aangesteld. In mei 2013 stapte de Groene Partij uit de alliantie met de USL over schaliegas. Ovidiu Jannes stapte hierbij over naar de PSD na onenigheid met Cernea. Remus Cernea stapte iets later uit de PV na onenigheid over de Europese verkiezingen en ging als onafhankelijk parlementslid verder. Later zou hij zich wederom kandidaat stellen voor het presidentschap en een nieuwe partij beginnen, de Beweging voor Mensen, Natuur en Dieren (Mişcarea pentru Oameni, Natură şi Animale – MONA). Constantin Damov werd hierop verkozen tot voorzitter.
Bij de regionale verkiezingen van 2016 wist de Groene Partij 52 raadszetels te bemachtigen (33 gemeenteraadsleden en 11 op provinciaal niveau) waaronder één burgemeesterspost (Iosif Josan - Vințu de Jos, Alba).
Op 17 februari werd professor in de chemie Adi-Maria Simoiu verkozen tot partijvoorzitter, de enige vrouwelijke partijvoorzitter in Roemenië op dat moment (totdat de PSD op 29 juni van dat jaar Viorica Dancila verkoos als partijvoorzitter). Er volgde een machtsspelletje tussen voorzitter Simoiu en voormalige voorzitter Constantin Damov. Dit zou beslecht worden tijdens een congres. Terwijl Simoiu naar een partijcongres in Sibiu ging, werd op datzelfde moment door Damov een partijcongres in Boekarest belegd waar op 20 juli 2019 acteur Florin Călinescu verkozen werd tot partijvoorzitter, vijf dagen nadat hij het lidmaatschap van de partij verkreeg. Later stelde het bestuur dat Simoiu slechts als interim verkozen was. Călinescu werd de kandidaat namens De Groene Partij voor de burgemeestersverkiezing van Boekarest. Simoiu won een rechtszaak tegen de aanstelling van Călinescu, maar pas nadat de regionale verkiezingen waren geweest. Die verkiezingen verliepen desastreus voor de Groene Partij. Ook zorgde Simoiu ervoor dat de Europese Groene Partij zijn stemrecht bij de Europese Groenen verloor zolang de zaak niet was beslecht.

## Politieke uitgangspunten
De PV is tegen corruptie en beschouwd de heersende politiek vanaf de revolutie als een voortzetting van een corrupte communistische kliek.
- Tegen winning van goud in Roșia Montană
- Tegen winning van schaliegas
- Tegen ondertekening van ACTA
- Voor gratis scholen

## Voorzitters
- 2005-2009: George Ionicescu
- 2009-2012: Silviu Popa
- 2012-2013: Ovidiu Jannes
- 2013-2013: Remus Cernea
- 2013-2019: Constantin Damov
- 2019-2019: Adi-Maria Simoiu (interim)
- 2019-heden: Florin Călinescu

Alliantie van Liberalen en Democraten · Alliantie voor de Unie van Roemenen · Democratisch-Liberale Partij · Democratische Unie van Hongaren in Roemenië · Groot-Roemeniëpartij · Humanistischekrachtpartij · Nationale Democratische Partij · Nationaal-Liberale Partij · Nationale Christen-Democratische Boerenpartij · Nationale Unie voor de vooruitgang van Roemenië · Nieuwegeneratiepartij · Nieuwe Republiek · Noua Dreaptă · M10 · Partij Verenigd Roemenië · Red Roemenië-Unie · Roemeense Sociale Partij · Sociaaldemocratische Partij · Partijen van etnische minderheden · Volksbewegingspartij